# Анджей Гвязда
Анджей Гвязда (пол. Andrzej Gwiazda; нар. 14 квітня 1935, Пінчів) — польський дисидент, громадський і профспілковий діяч. Активіст опозиційного руху у ПНР. Один з творців профспілки Солідарність. Соціальний демократ, антикомуніст.

## Сім'я та війна. Інженер-дисидент
Народився у сім'ї суднового механіка військової річкової флотилії. На початку Другої світової війни батько Анджея потрапив у німецький полон, а мати разом з Анджеєм — у радянську зону окупації, звідки 1940 року депортовані до Казахської РСР. Репатрійовано до Польщі у 1940 році. Оселилися у Гданську.
Навчався у Технічному університеті. У 1955 році виключений за опозиційні настрої, у 1956 році відновлено. За спеціальністю інженер-електронник. Після закінчення університету працював в Інституті кібернетики. Перебував у польському Альпіністському клубі, який вважався яскравим осередком вільнодумства.
Під час заворушень 1956 року входив до групи активістів, готової до збройної боротьби з комуністичним режимом і можливою радянською інтервенцією, зберігав запас вибухівки. Брав активну участь у студентсько-інтелігентських хвилюваннях 1967—1968 років. У грудні 1970 року приєднався до Гданського робітничого страйку. Разом з дружиною Йоанною Дудою-Гвяздою (активістка опозиційного руху) у 1976 році підтримав створення Комітету оборони робітників, направивши відкритий лист до сейму ПНР. У 1978 році заснував Вільні профспілки Узбережжя. Редагував бюлетень профорганізації. Перебував під особливим наглядом Служби безпеки (СБ МВС ПНР), неодноразово заарештовувався.

## «Солідарність» від літа до зими
У серпні 1980 року, після початку масових страйків, став членом президії Міжзаводського страйкового комітету у Гданську. З вересня — член президії Всепольської комісії профспілки Солідарність. Брав участь у переговорах з урядом ПНР. Наполягав на легалізації всіх незалежних профспілок й інших громадських організацій, звільненні політичних ув'язнених, скасуванні цензури, вилученні з конституції положення про керівну роль ПОРП. Серпневі угоди вважав надмірно компромісними та засуджував за численні поступки з боку страйкарів.
З самого початку між Анджеєм Гвяздою та Лехом Валенсою виникли складні стосунки. Гвязда був супротивником помірно-компромісної політики Валенси. У всіх великих конфліктах, особливо під час Бидгощської провокації та Всепольського попереджувального страйку у березні 1981 року Гвязда закликав до негайного масового виступу. Зараховувався до групи радикальних «фундаменталістів Солідарності».
На I з'їзді «Солідарності» Анджей Гвязда балотувався у голови профспілки. Основну увагу у своїй програмі він надав механізмам профспілкового контролю над владою. За нього проголосували 74 делегати (близько 9 %) — значно менше, ніж за Леха Валенсу (його обрано головою) та Мар'яна Юрчика, але трохи більше, ніж за Яна Рулевського.

Попри свій радикалізм, саме Гвязда був єдиним членом Всепольської комісії «Солідарності», який виступив 12 грудня 1981 року проти резолюції про загальний страйк, яка переростала у мирне повстання. Він вважав час втраченим і передбачав поразку профспілки у зіткненні з владою.
Коли була тепла погода, «Солідарність» не вживала заходів. Тепер напередодні холодів керівництво профспілки штовхає нас на конфронтацію, яку ми програємо.

Анджей Гвязда

## Борець підпільної «Солідарності»
При введенні воєнного стану 13 грудня 1981 року заарештовано й інтерновано. Після звільнення інтернованих наприкінці 1982 року заарештовано знову. Входив до «сімки фундаменталістів» (Анджей Гвязда, Ян Рулевський, Мар'ян Юрчик, Северин Яворський, Кароль Модзелевський, Гжегож Палька, Анджей Розплоховський), проти яких готувався політичний процес. Разом з усіма категорично відмовився емігрувати. Провести процес влада не наважилася, і 22 липня 1984 року всіх сімох амністували.
Вже 16 грудня 1984 року Анджя Гвязду знову заарештовано за бійку з офіцерами ЗОМО — цього дня відзначалася третя річниця розстрілу гірників-страйкарів шахти «Вуек». Засуджений до 5 місяців в'язниці. Вийшов на свободу 15 травня 1985 року.
Брав активну участь в опозиційному підпіллі. Був одним з ініціаторів створення руху Солідарність, як бореться. Виступав проти будь-яких переговорів з комуністичною владою, вважав, що саме це призвело до поразки у 1981 році. У 1988 році приєднався до нової страйкової хвилі, наполягав на безкомпромісній боротьбі та поваленні режиму шляхом громадянської непокори. Категорично засудив Переговори у Магдаленці та Круглий стіл. Звинуватив Валенсу у зраді ідеалів Серпня-1980, оголосив його агентом комуністичної держбезпеки.

## Конфлікти з колишніми соратниками
Анджей Гвязда не визнав домовленостей «Круглого столу». Третю Річ Посполиту вважав результатом антинародної змови комуністичних ватажків зі зрадниками справи «Солідарності». Примикав до Солідарності, яка бореться, брав участь у створенні Солідарності 80. У 1993 році спробував балотуватися до парламенту як незалежний кандидат, але обраний не був. Працював інженером, у 1998 році вийшов на пенсію.
У серпні 2005 року Гвязда бойкотував урочистості 25-річчя «Солідарності». Відмовився від ювілейних нагород у 2005 та 2010 роках — не бажаючи приймати ті ж ордени, що й учасники «Круглого столу». Звинувачував лідерів Гданського страйку 1980 року у початковій «роботі на СБ» — щоб «взяти рух під контроль комуністів». Докази цим твердженням подати відмовився, посилаючись на «очевидність» і «загальновідомість».
У 2011 році брав участь у створенні документального фільму «Solidarni 2010» («Солідарні 2010»). Фільм у цілому викладає близькі Гвязді оцінки. Асоціація творців фільму вимагала міжнародного розслідування авіакатастрофи під Смоленськом квітня 2010 року та загибелі президента Леха Качинського.
На парламентських виборах 2011 року Гвязда знову спробував балотуватися у сенат від Гданська, але не зміг домогтися обрання.
Виступає з публіцистичними статтями у «Gazeta Polska Codziennie» («Польська щоденна газета») та теоретичному журналі «Obywatel» («Громадянин»). Пропагує ідеї соціальної солідарності та робітничого самоврядування, критикує бюрократизм, «владу змов», неолібералізм і фінансовий капітал. Вважає, що соціально-економічна політика польської влади після 1989 року зберегла спадкоємність з комуністичним періодом.

## Мораль і політика
Анджей Гвязда — справжнє уособлення дисидентства, що ставить мораль вище політики. Як людина та громадянин він користується великою повагою в країні. Однак це ставлення не переходить у політичну підтримку.
Анджей Гвязда — майже свята людина, вона настільки чесна, що не може бути політиком.

Олександр Кропивницький, журналіст
Погляди Анджея Гвязди можна схарактеризувати як радикальний соціал-демократизм у традиціях польського робітничого руху.